# Villa Necker
La Villa Necker est une résidence néoclassique historique située dans via Università 2 à Trieste.

## Histoire
La Villa Necker se dresse sur la zone occupée à l'origine par le terrain appartenant aux «saints martyrs».
Une grande partie de la critique attribue la construction de la villa à l'architecte Giacomo Marchini, conçu par le Français Champion, arrivé dans la ville en 1784 et à qui nous devons la conception de la Villa Murat qui n'existe plus.
La propriété a été réduite en taille après l'ouverture en 1814 de la voie publique le long du côté droit de la villa elle-même.
En 1827, le bâtiment est devenu la propriété du Genevois Alfonso Teodoro Carlo Francesco de Necker (de la même famille que Jacques Necker), propriétaire à Trieste d'une société commerciale et consul suisse. À partir de cette date la villa prend le nom de Villa Necker et le parc passe aux soins du botaniste Giuseppe Ruchinger de Monaco.
Napoléon-Jérôme Bonaparte et sa sœur la Princesse Mathilde sont nés à Trieste, Villa Necker. Leur père, Jérôme Bonaparte, frère de Napoléon premier, y vivait alors en exil.
En 1851 la propriété a été vendue au Commandement de la marine autrichienne. Deux ans plus tard, un hôpital pour officiers et soldats décorés, vétérans de la bataille de Solferino, a été installé dans le bâtiment. Au début du XXe siècle le commandant du district maritime Leopoldo de Jedina réside dans le bâtiment. Tout au long de son histoire, la Villa Necker accueille plusieurs personnalités illustres, notamment des amiraux et des commandants visitant la ville.
En 1918 la villa est devenue la propriété de l'État italien et jusqu'en 1945 le siège du VeCommandement du Corps d'Armée.
La villa abrite le commandement militaire de l'armée de Frioul-Vénétie Julienne avec le club d'officiers adjacent.